# Mijajlo Marsenić
Mijajlo Marsenić (Berane, 9 de marzo de 1993) es un jugador de balonmano serbio, nacido en Montenegro, que juega de pívot en el Füchse Berlin. Es internacional con la Selección de balonmano de Serbia.

## Palmarés

### Partizán
- Liga de Serbia de balonmano (2): 2011, 2012
- Copa de Serbia de balonmano (2): 2012, 2013
- Supercopa de Serbia de balonmano (2): 2012, 2013

### Vardar
- Liga de Macedonia de balonmano (3): 2016,  2017, 2018
- Copa de Macedonia de balonmano (3): 2016, 2017, 2018
- Liga SEHA (2): 2017, 2018
- Liga de Campeones de la EHF (1): 2017

### Füchse Berlin
- Liga Europea de la EHF (1): 2023
- Liga de Alemania de balonmano (1): 2025

## Clubes
- RK Berane (2009-2010)
- RK Partizan (2010-2014)
- RK Metalurg Skopje (2014-2015)
- RK Partizan (2015)
- RK Vardar (2016-2018)
- Füchse Berlin (2018-)[2]